# Only Girl (In the World)
«Only Girl (In the World)»(en español: La Única Chica (en el Mundo)) es una canción de la cantante Rihanna de su quinto álbum de estudio, Loud. La canción fue lanzada como primer sencillo del álbum el 10 de septiembre de 2010 por Def Jam Recordings. Fue escrita por Crystal Johnson, el equipo de producción noruego Stargate y Sandy Vee, y producida por ambos. Musicalmente, «Only Girl» es una canción dance pop que incorpora elementos de eurodance. Ha vendido más de 7 millones de copias a nivel mundial.
«Only Girl» fue bien recibido por los críticos musicales, complementando su ritmo, así como tomando la dirección de alejarse de los temas más oscuros que estaban presentes en Rated R (2009). El sencillo debutó en el número 75 en el Billboard Hot 100 y alcanzó el número 1 en su undécima semana, dando a Rihanna su noveno número uno en la tabla, así como alcanzando el número 1 en el Hot Dance Club Songs y la lista Pop Songs. La canción alcanzó el número uno en otros países, que incluyeron a: Australia, Irlanda, Italia, Polonia, Noruega y el Reino Unido. También alcanzó los primeros cinco puestos en la República Checa, Francia y Alemania. 
El video de la canción fue dirigido por Anthony Mandler y filmado fuera de Los Ángeles. El video utiliza el tema simplista de Rihanna con un enfoque en una colina con flores de tamaño natural colocada junto a ella con una gran variedad de paisajes artísticos y accesorios. La canción fue interpretada por primera vez en Saturday Night Live. La canción fue interpretada también en la séptima serie de The X Factor en el Reino Unido y en los 2010 American Music Awards en Los Ángeles como parte de un popurrí con «Love the Way You Lie (Parte II)» y «What's My Name?». La canción ganó el Premio Grammy por Mejor Grabación Dance en los Premios Grammys celebrada en Los Ángeles el 13 de febrero de 2011.

## Antecedentes, lanzamiento y composición

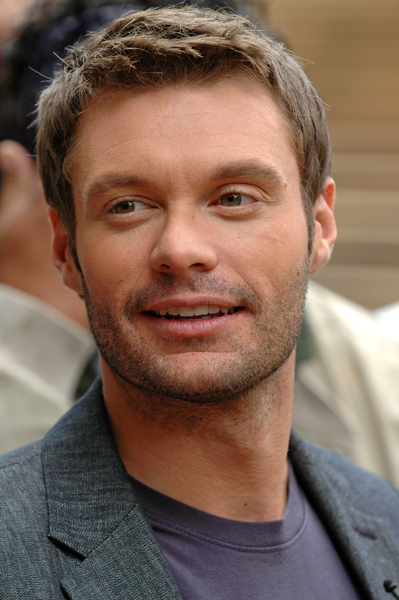
El sencillo se estrenó en el programa radial de Ryan Seacrest, On Air with Ryan Seacrest el 7 de septiembre de 2010.

«Only Girl» fue lanzado como el primer sencillo del quinto álbum de estudio de Rihanna, Loud, y se estrenó en el programa de radio de Ryan Seacrest, On Air with Ryan Seacrest, el 7 de septiembre de 2011. Durante una charla electrónica en su fansite RihannaDaily, Rihanna dijo que quería dar el siguiente paso en la evolución con «Only Girl» y Loud, y no rehacer su tercer álbum, Good Girl Gone Bad (2007). En febrero de 2011, el equipo de producción Stargate, quien coescribió y produjo la canción, hablaron de cómo el concepto se produjo, afirmando: «Rihanna vino a nosotros antes de empezar a grabar este disco» y dijo: «Me siento muy bien acerca de mí misma. quiero volver a divertirme, quiero hacer canciones felices.» El equipo de productores pasó a explicar que debido a que el anterior álbum de Rihanna, Rated R(2009), no tenía canciones "up-tempo", decidieron ir al estudio para hacer lo que Rihanna había pedido a ellos. «Only Girl» se convirtió en la primera canción que fue completada para el álbum, y Rihanna la eligió para el álbum antes de que estuviera grabada.
«Only Girl» es una canción dance-pop que incorpora elementos de eurodance en su producción. La canción fue escrita por Crystal Johnson, Mikkel S. Eriksen, Tor Erik Hermansen y Wilhelm arena. Stargate y Sandy Vee produjeron De acuerdo con las partituras publicadas en Musicnotes.com, la canción está escrita en el tiempo común con un ritmo moderado de 126 beats por minuto. La canción está escrita en la tonalidad de Fa sostenido menor, con el rango vocal de Rihanna que va desde el tono bajo de F♯3 hasta la nota alta de C♯5. La letra de la canción tiene a Rihanna que le exige a su amante que le de toda la atención que ella quiere, cantando, «Like I'm the only one that you'll ever love/ Like I'm the only one who knows your heart/ Only girl in the world» («Como si fuera la única que siempre vas a amar/ Como si fuera la única que conoce tu corazón/ la única chica en el mundo»). Brad Wete, un crítico de Entertainment Weekly, describe la voz de Rihanna como seductora y que le recuerda a la versión más fuerte, más sexy del sencillo de 2007, «Don't Stop the Music».

## Crítica
«Only Girl» fue bien recibida por los críticos de la música. Bill Lamb de About.com dio a la canción una crítica positiva y le dio cuatro y medio de cinco estrellas. Lamb felicitó a la canción por su imponente coro y ritmos de baile. Llegó a la conclusión de que no sería una sorpresa si esta canción pusiera a Rihanna de vuelta al número uno de siendo su segundo número uno del año después de «Rude Boy». Gerrick D. Kennedy de Los Angeles Times afirmó: «A pesar de que no necesariamente se puede decir que Rihanna está de vuelta, ya que ella no iba a ninguna parte, está haciendo una reaparición.» Continuó diciendo, «Después de tomar un enfoque más macabro de su cuarto disco, Rated R, se ha ido a un estilo más atrevido, divertido, coqueto y lleno de energía». Kennedy llegó a la conclusión de que: «Con su línea de club y la influencia euro-pop, por no hablar de un coro épico, la canción es un éxito seguro». Mónica Herrera de Billboard felicitó la producción de la canción y la escritura, dijo la canción es directamente para la dominación pista de baile, como la estrella del pop vierte su corazón a un hombre sobre una producción a toda velocidad por el dúo noruego, Stargate. James Dinh de MTV News, elogió la letra de la canción , afirmando que después de haber estado con un estilo bastante oscuro y letras profundas en su anterior álbum, Rihanna ha vuelto a la escena de baile con «Only Girl (In The World)». Dinh dijo: «En la pista de alta energía, Rihanna añora a su amante para mantenerlo en el centro de su atención. La voz de la cantante sigue siendo suave en los versos, y luego estalla como un monstruoso en el coro de la canción». Nick Levine de Digital Spy galardonó la canción cuatro estrellas de cinco, describe la canción como una muchedumbre agradable. También dijo que a pesar de que la canción no podría ser original, es probable que Rihanna sea puro pop desde «Don't Stop the Music».  Fraser McAlpine de BBC también premió a «Only Girl» con cuatro estrellas de cinco, afirmando que todo lo que puede pensar acerca de Rihanna es que ella es muy buena al exigir que se escuche lo que tiene que decir, incluso si tiene que hacer daño con el fin de hacerlo.

## Rendimiento comercial

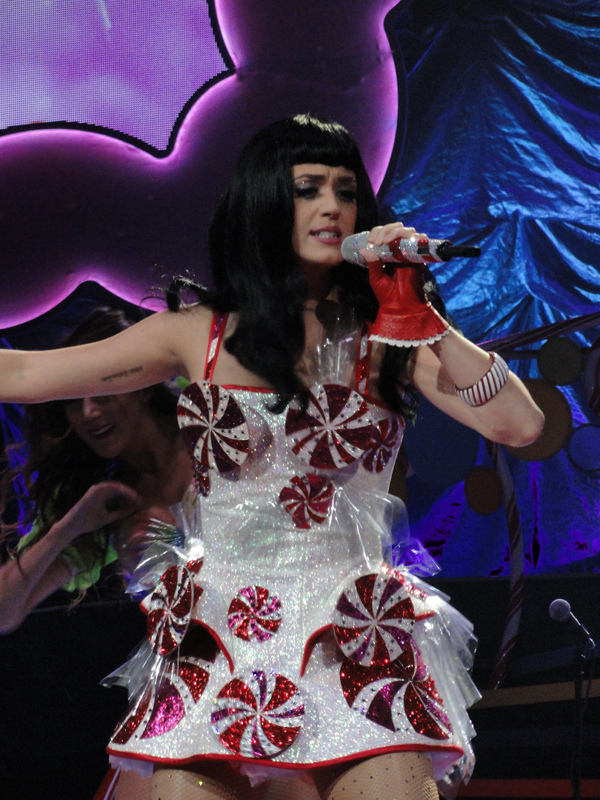
En julio de 2011, el sencillo vendió más de 3 millones de descargas, empatando a Rihanna con Katy Perry (fotografiada) como las artistas femeninas con más canciones que superan las 3 millones de descargas en los Estados Unidos.

En los Estados Unidos, «Only Girl» hizo su debut en el Billboard Hot 100 en el número setenta y cinco el 25 de septiembre de 2010. A la semana siguiente la canción saltó al puesto número tres dando a Rihanna el decimosexto sencillo en colocarse en los diez primeros puestos la tabla, y el sexto mejor debut entre las mujeres en los 52 años de historia del Billboard. En su undécima semana, la canción subió a la cima de la tabla, llegando a ser el noveno sencillo número uno de Rihanna. Fue la primera vez en la historia de la gráfica que el primer sencillo de un disco alcanzara el puesto número uno después del segundo sencillo, «What's My Name?». «Only Girl» debutó en el número uno en la lista Digital Songs, tras vender 249.000 copias. Se convirtió en el sexto sencillo de Rihanna en debutar en el número uno y es el octavo número uno en la lista. La canción también alcanzó el número uno en las listas Airplay Pop Songs, dando a Rihanna su séptimo número uno siendo la artista con mayor números uno de la historia de la tabla. En julio de 2011, el sencillo vendió más de 3 millones de descargas solo en los Estados Unidos, siendo Rihanna y Katy Perry las artista femenina con más canciones que superan las 3 millones de descargas en los EE. UU. Ha sido certificado 3 veces platino por la Recording Industry Association of America (RIAA).
En Canadá, «Only Girl» entró en el Canadian Hot 100 en el número sesenta y cinco el 25 de septiembre de 2010. La semana siguiente, la canción alcanzó el número uno, donde permaneció durante una semana. Después de semanas de las fluctuaciones en la tabla, el sencillo llegó al número uno de nuevo en la semana del 6 de noviembre de 2010, por un período de tres semanas consecutivas, de pasar cuatro semanas no consecutivas en la parte superior de la tabla. «Only Girl» se convirtió en el séptimo sencillo más vendido de 2010, solo en Canadá, vendiendo 231.000 copias. En Australia, el sencillo entró en las listas en el número uno en la fecha de emisión del 3 de octubre de 2010. La canción alcanzó la posición más alta cuatro semanas no consecutivas. Desde entonces, ha sido certificado de platino cinco veces por la Australian Recording Industry Association (ARIA) por el envío de 350.000 unidades. En Nueva Zelanda, la canción entró en las listas en el número uno durante una semana, y desde entonces ha sido disco de platino por la Recording Industry Association of New Zealand (RIANZ).
En el Reino Unido, la canción debutó en el número dos en la lista el 31 de octubre de 2010, vendiendo más de 126.000 copias, detrás de Cheryl Cole «Promise This», que debutó en el número uno con ventas de 157.210. Esto dio a Rihanna el segundo lugar con mayor venta en la primera semana del 2010 en el Reino Unido y se convirtió en su décimo cuarto sencillo entre los primeros diez puestos en ese territorio. La semana siguiente, la canción alcanzó el número uno, convirtiéndose en su cuarto número uno en el Reino Unido y se mantuvo en la cima de la tabla durante dos semanas consecutivas. La canción ha sido disco de platino por la Industria Fonográfica Británica (BPI) por el envío de 600.000 unidades. El 2 de enero de 2011 , «Only Girl» fue catalogada quince entre las canciones más descargadas de todos los tiempos en el Reino Unido. En otras partes de Europa, la canción alcanzó el puesto número dos en Francia y desde entonces ha vendido 257.000 copias. En Alemania, la canción alcanzó el número dos y fue certificado Platino en febrero de 2011 por el envío de 300 mil copias, por lo que es su tercer sencillo en hacerlo.

## Video musical

### Antecedentes y sinopsis
El video musical de «Only Girl» fue dirigido por Anthony Mandler y estrenado en línea el 13 de octubre de 2010. En una entrevista con Just Jared, Rihanna explica la filmación del video y el tema simplista del vídeo: 

«Es muy, muy bellamente rodado en estos lugares locos. Filmamos paisajes que encontramos en un par de horas fuera de Los Ángeles, parece tan irreal. Se ve falso, como algo sacado de una postal con las hermosas colinas, hemos tenido un montón de sol en estos par de días, por lo que realmente trabajó con toda la esencia del video. En realidad, el vídeo sólo muestra un paisaje grande y la única persona soy yo».

El vídeo imita la letra de la canción sin preocupaciones, lo que sugiere que ella es la única chica en el mundo. La mayoría de las características del vídeo muestran a Rihanna brincando por las colinas. El video utiliza el tema simplista de Rihanna con un enfoque en retozando en una colina con flores de tamaño natural colocada junto a ella, con una gran variedad de paisajes artísticos y accesorios. Otras escenas incluyen a Rihanna rodeada de globos de varios colores, montada en un columpio que cuelga del cielo, acostada en una cama de flores y bailando delante de un árbol cubierto de luces parpadeantes que se suma a la imagen surrealista.

### Recepción
Tanner Stransky de Entertainment Weekly revisó el video de manera positiva, al comentar sobre el tema simplista del vídeo, señalando que lo hace parecer como si Rihanna estuviera hablando directamente con el espectador, ella es su único medio. Es un efecto que hace que usted se centra de lleno en Riri, con trajes coquetos y deportivos con el fuego rojo que lució en los Video Music Awards el mes pasado. Joyce Lee, de CBS, escribió, Rihanna ha sido oficialmente pasado de su afiladao Rated R y ha tomado una apariencia más femenina y alegre con su nuevo video musical, «Only Girl (In The World)». Brittany Talarico de OK! felicitó la transición de los esfuerzos anteriores de Rihanna, Rated R, que incluía temas más oscuros y letras. Rihanna parece una belleza efímera en su último video musical. Un revisor de Mail Online también felicitó a la cantante por su vídeo lleno de colores. El crítico llegó a decir que su vestido floral es femenino, y su pelo rojo fuego ha sido revuelto y tiene un enorme arco en él. En los MuchMusic Video Awards, celebrado en Canadá el 19 de junio de 2011, la canción fue nominada en la categoría Vídeo Más Visto del Año, pero perdió frente a Taio Cruz «Dynamite».

## Actuaciones en directo

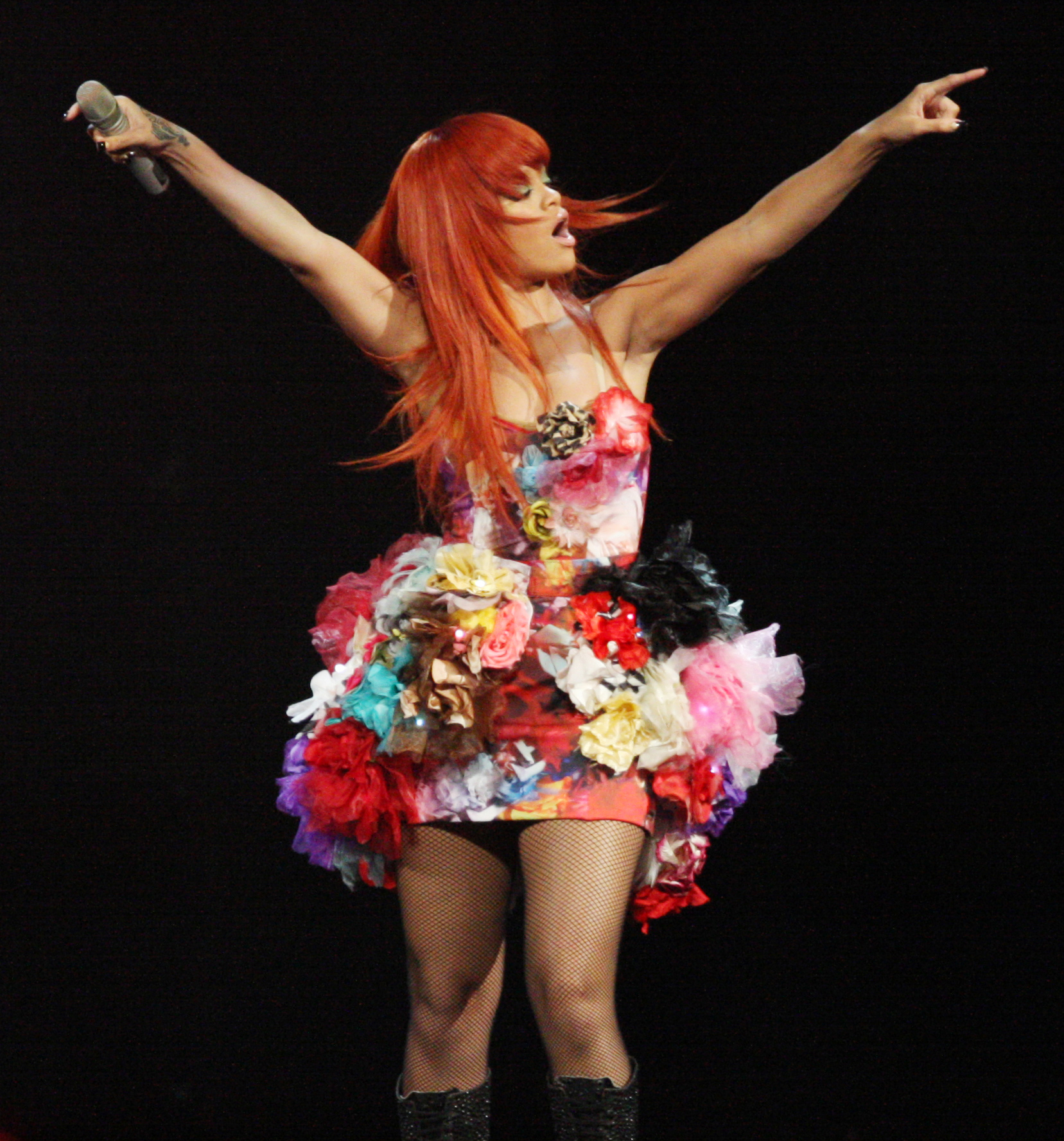
Rihanna cantando «Only Girl (In The World)» en su gira The Last Girl On Earth Tour, en Australia.

«Only Girl» se realizó por primera vez en América del Norte en Saturday Night Live el 30 de octubre de 2010, donde Rihanna también debutó «What's My Name?» (sin Drake). Al día siguiente, en el Reino Unido, Rihanna cantó la canción en la serie de The X Factor. El rendimiento ofrecido de Rihanna en un baile de máscaras, en el que los bailarines participan en una lucha de pastel en el escenario. En otras partes de Europa, Rihanna interpretó la canción en los MTV Europe Music Awards de 2010 en Madrid, España, el 7 de noviembre de 2010, donde fue rodeada por flores que se parecían de un cuento de hadas. Además, la canción se realizó en The X Factor en Italia el 9 de noviembre de 2010, así como la interpretación en Le Grand Journal Show en Francia el 10 de noviembre de 2010. El 11 de noviembre de 2010, la grabación del The Graham Norton Show en el Reino Unido salió al aire, con una entrevista a Rihanna, junto con una interpretación de la canción.
Rihanna interpretó un popurrí de la canción junto con «Love the Way You Lie (Part II)» y «What's My Name?» en los American Music Awards 2010 el 21 de noviembre de 2010.  Rihanna abrió el rendimiento cantando una versión a capela de «Love The Way You Lie (Part II)». Ella estaba en un árbol estilizado flotando por encima de un campo de sable. Una vez que había terminado el primer cuadro de la canción, intencionalmente se cayó del árbol y cayó al suelo. Re-emergió de la niebla que reveló un traje que constó de una tapa sujetador negra y blanco y pantalones cortos y cantó «What's My Name?». El rendimiento fue ofrecido con un acompañamiento de bailarines de fondo. Rihanna puso fin a la actuación después de la transición a «Only Girl», que contó con baterías y un fondo de fuego para el final.
El 15 de febrero de 2011, se realizó en los Brit Awards 2011 como parte de la mezcla junto con la «S&M» y «What's My Name?». La cantante iba a realizar la versión completa de «S&M», para promover el lanzamiento de la canción como sencillo, sin embargo se le informó que tenía que bajar el tono de su actuación por los jefes del programa, realizando así un solo verso y el coro en medio de «Only Girl» y «What's My Name?». Esto se debió a que la corporación BRIT Awards estaba tratando de evitar la recepción de quejas similares acerca de la actuación de Rihanna en la final de The X Factor el 11 de diciembre de 2010, por usar un traje provocativo y realizar una rutina de baile sensual. «Only Girl» fue incluida en la parte australiana de The Last Girl On Earth Tour en febrero y marzo de 2011, y también fue la canción de apertura en el Loud Tour.
El 12 de febrero de 2023, Rihanna la interpretó en vivo como parte del espectáculo de medio tiempo del Super Bowl LVII.

## Premios y nominaciones
El sencillo «Only Girl (In the World)» fue nominado en distintas ceremonias de premiación. A continuación, una lista con algunas de las candidaturas que obtuvo la canción:
| Año  | Ceremonia                         | Categoría                         | Resultado | Ref.   |
| ---- | --------------------------------- | --------------------------------- | --------- | ------ |
| 2010 | iTunes Awards (Francia)           | Mejor canción                     | Nominado  | [ 48 ] |
| 2011 | Grammy Awards                     | Mejor grabación dance             | Ganador   | [ 49 ] |
| 2011 | Interntational Dance Music Awards | Mejor canción R&B/urban dance     | Nominado  |        |
| 2011 | Interntational Dance Music Awards | Mejor canción pop/dance           | Nominado  |        |
| 2011 | Soul/Jazz Awards                  | Sencillo del año                  | Nominado  |        |
| 2011 | MTV Video Music Awards Japan      | Mejor video femenino              | Nominado  |        |
| 2011 | MTV Video Music Awards Japan      | Mejor video R&B                   | Ganador   |        |
| 2011 | MuchMusic Video Awards            | Vídeos más visto del año          | Nominado  |        |
| 2011 | MuchMusic Video Awards            | Mejor video internacional del año | Nominado  |        |
| 2011 | ASCAP Pop Music Awards            | Canción más interpretada          | Nominado  |        |

## Formatos
- Descarga digital[50]

1. "Only Girl (In the World)" – 3:55

- Alemania CD Single[51]

1. "Only Girl (In the World)" – 3:55
2. "Only Girl (In the World) [Extended Club Mix]" - 5:39

- UK CD Single

1. "Only Girl (In the World)" - 3:55
2. "Only Girl (In the World)" (Instrumental) - 3:55

## Listas y certificaciones
| País            | Listas                            | Mejor Posición |
| --------------- | --------------------------------- | -------------- |
| Australia       | Australia Singles Chart           | 1              |
| Australia       | Australia Urban Singles           | 1              |
| Austria         | Ö3 Austria Top 75                 | 1              |
| Bélgica         | Ultratop 40 (Flandes)             | 2              |
| Bélgica         | Ultratop 40 (Valonia)             | 1              |
| Canadá          | Canadian Hot 100                  | 1              |
| Corea del Sur   | Gaon Chart                        | 6              |
| República Checa | Czech Republic Singles Chart      | 4              |
| Dinamarca       | Tracklisten                       | 2              |
| España          | PROMUSICAE                        | 2              |
| Europa          | European Hot 100 Singles          | 1              |
| Finlandia       | Mitä hittiä                       | 2              |
| Francia         | French Singles Chart              | 2              |
| Alemania        | Media Control AG                  | 2              |
| Hungría         | Magyar Hanglemezkiadók Szövetsége | 1              |
| Irlanda         | Ireland Singles Chart             | 1              |
| Italia          | Italia Singles Chart              | 1              |
| Japón           | Japan Hot 100                     | 8              |
| Países Bajos    | Dutch Top 40                      | 2              |
| Nueva Zelanda   | New Zeland Singles Chart          | 1              |
| Noruega         | VG-lista                          | 1              |
| Suecia          | Sweden Singles Chart              | 2              |
| Suiza           | Media Control AG                  | 2              |
| Escocia         | The Official Charts Company       | 1              |
| Reino Unido     | UK Singles Chart                  | 1              |
| Estados Unidos  | Billboard Hot 100                 | 1              |
| Estados Unidos  | Billboard Pop Songs               | 1              |
| Estados Unidos  | Billboard Hot Dance Club Songs    | 1              |
| Estados Unidos  | Billboard Radio Songs             | 1              |
| Estados Unidos  | Billboard Latin Songs             | 15             |
| Estados Unidos  | Billboard Latin Pop Songs         | 4              |

| País           | Certificación | Ventas/Remesas | Ref.          |
| -------------- | ------------- | -------------- | ------------- |
| Alemania       | Platino       | 300 000        | [ 78 ]        |
| Australia      | 7× Platino    | 490 000        | [ 79 ]        |
| Bélgica        | Platino       | 30 000         | [ 80 ]        |
| Dinamarca      | Platino       | 30 000         | [ 81 ]        |
| España         | Platino       | 40 000         | [ 59 ]        |
| Estados Unidos | 6× Platino    | 6 000 000      | [ 82 ] [ 83 ] |
| Italia         | Platino       | 20 000         | [ 84 ]        |
| Nueva Zelanda  | Platino       | 15 000         | [ 85 ]        |
| Reino Unido    | 2× Platino    | 1 115 000      | [ 86 ]        |
| Rumania        | 2× Platino    | 20 000         | [ 87 ]        |
| Suecia         | Platino       | 40 000         | [ 88 ]        |
| Suiza          | 2× Platino    | 60 000         | [ 89 ]        |

| 2010           |                                |    |
| Australia      | Australian Singles Chart       | 7  |
| Suiza          | Media Control AG               | 11 |
| Austria        | Ö3 Austria Top 75              | 18 |
| Estados Unidos | Billboard Hot 100              | 47 |
| Bélgica        | Ultratop 40 (Valonia)          | 22 |
| Canadá         | Canadian Hot 100               | 30 |
| Reino Unido    | UK Singles Chart               | 6  |
| Estados Unidos | Billboard Hot Dance Club Songs | 46 |
| Estados Unidos | Billboard Radio Songs          | 57 |
| Australia      | Australian Urban Chart         | 4  |
| Estados Unidos | Billboard Pop Songs            | 45 |
| Europa         | European Hot 100               | 35 |
| Bélgica        | Ultratop 40 (Flandes)          | 22 |
| Países Bajos   | Dutch Top 40                   | 23 |
| Alemania       | Media Control AG               | 18 |
| España         | PROMUSICAE                     | 26 |
| Nueva Zelanda  | New Zealand Singles Chart      | 14 |

## Sucesión en listas
| Predecesores: "I Like It" de Enrique Iglesias junto a Pitbull "Just the Way You Are" de Bruno Mars | Canadian Hot 100 - Sencillo N.º 1 2 de octubre de 2010 - 9 de octubre de 2010 6 de noviembre de 2010 - 27 de noviembre de 2010 | Sucesores: "Just the Way You Are" de Bruno Mars "The Time (Dirty Bit)" de The Black Eyed Peas |
| Predecesor: "Just the Way You Are" de Bruno Mars                                                   | US Digital Songs - Sencillo N.º 1 23 de septiembre de 2010                                                                     | Sucesor: "Just the Way You Are" de Bruno Mars                                                 |
| Predecesor: "Freaky Like Me" de Madcon con Ameerah                                                 | Norwegian VG Lista - Sencillo N.º 1 22 de septiembre de 2010 - 29 de octubre de 2010                                           | Sucesor: "Prisoner of the Road" de Sivert Høyem                                               |
| Predecesores: "Dynamite" de Taio Cruz "Just the Way You Are" de Bruno Mars                         | Australian Singles Chart - Sencillo N.º 1 3 de octubre de 2010 - 17 de octubre de 2010 7 de noviembre de 2010                  | Sucesores: "Raise Your Glass" de P!nk "We R Who We R" de Ke$ha                                |
| Predecesor: "Teenage Dream" de Katy Perry                                                          | New Zeland Singles Chart - Sencillo N.º 1 27 de septiembre de 2010                                                             | Sucesor: "Just the Way You Are" de Bruno Mars                                                 |
| Predecesor: "Promise This" de Cheryl Cole                                                          | Irish Singles Chart - Sencillo N.º 1 4 de noviembre de 2010 - 25 de noviembre de 2010                                          | Sucesor: "Heroes" de The X Factor Finalists 2010                                              |
| Predecesor: "Promise This" de Cheryl Cole                                                          | UK Singles Chart - Sencillo N.º 1 7 de noviembre de 2010 - 27 de noviembre de 2010                                             | Sucesor: "Love You More" de JLS                                                               |
| Predecesor: "Love the Way You Lie" de Eminem con Rihanna                                           | European Hot 100 Singles - Sencillo N.º 1 6 de noviembre de 2010 - 8 de enero de 2011                                          | Sucesor: "Firework" de Katy Perry                                                             |
| Predecesor: "To Paris with Love" de Donna Summer                                                   | US Billboard Hot Dance Club Songs - Sencillo N.º 1 13 de noviembre de 2010                                                     | Sucesor: "Hands" de The Ting Tings                                                            |
| Predecesor: "Love the Way You Lie" de Eminem con Rihanna                                           | Austrian Top 40 - Sencillo N.º 1 29 de octubre de 2010 - 5 de noviembre de 2010                                                | Sucesor: "Oida Taunz!" de Trackshittaz                                                        |
| Predecesor: "Dynamite" de Taio Cruz                                                                | Australia Urban Singles - Sencillo N.º 1 3 de octubre de 2010 - 22 de noviembre de 2010                                        | Sucesor: "The Time (Dirty Bit)" de The Black Eyed Peas                                        |
| Predecesor: "Like a G6" de Far East Movement                                                       | Billboard Hot 100 - Sencillo N.º 1 4 de diciembre de 2010                                                                      | Sucesor: "Raise Your Glass" de P!nk                                                           |
| Predecesor: "Just a Dream" de Nelly                                                                | US Billboard Pop Songs - Sencillo N.º 1 4 de diciembre de 2010 - 25 de diciembre de 2010                                       | Sucesor: "Raise Your Glass" de P!nk                                                           |

## Lanzamiento
| País           | Fecha                    | Formato          | Etiqueta        |
| -------------- | ------------------------ | ---------------- | --------------- |
| Australia      | 10 de septiembre de 2010 | Descarga digital | Universal Music |
| Dinamarca      | 10 de septiembre de 2010 | Descarga digital | Universal Music |
| Holanda        | 10 de septiembre de 2010 | Descarga digital | Universal Music |
| Nueva Zelanda  | 10 de septiembre de 2010 | Descarga digital | Universal Music |
| Bélgica        | 13 de septiembre de 2010 | Descarga digital | Universal Music |
| Canadá         | 13 de septiembre de 2010 | Descarga digital | Universal Music |
| Finlandia      | 13 de septiembre de 2010 | Descarga digital | Universal Music |
| Francia        | 13 de septiembre de 2010 | Descarga digital | Universal Music |
| Italia         | 13 de septiembre de 2010 | Descarga digital | Universal Music |
| Noruega        | 13 de septiembre de 2010 | Descarga digital | Universal Music |
| Portugal       | 13 de septiembre de 2010 | Descarga digital | Universal Music |
| España         | 13 de septiembre de 2010 | Descarga digital | Universal Music |
| Suecia         | 13 de septiembre de 2010 | Descarga digital | Universal Music |
| Suiza          | 13 de septiembre de 2010 | Descarga digital | Universal Music |
| Estados Unidos | 13 de septiembre de 2010 | Descarga digital | Def Jam Records |
| Alemania       | 8 de octubre de 2010     | Sencillo en CD   | Universal Music |
| Reino Unido    | 24 de octubre de 2010    | Descarga digital | Mercury Records |
| Reino Unido    | 25 de octubre de 2010    | Sencillo en CD   | Mercury Records |

| País           | Fecha                    | Formato                     |
| -------------- | ------------------------ | --------------------------- |
| Mundo          | 7 de septiembre de 2010  | Radio Premier               |
| Brasil         | 14 de septiembre de 2010 | Mainstream radio            |
| Estados Unidos | 21 de septiembre de 2010 | Mainsteam and Rythmic Radio |